# Entre amis (film)
Pour les articles homonymes, voir Entre amis (homonymie).
Pour plus de détails, voir Fiche technique et Distribution.
Entre amis est un film français réalisé par Olivier Baroux, sorti le 22 avril 2015.

## Synopsis
Richard (Daniel Auteuil), Gilles (Gérard Jugnot) et Philippe (François Berléand) sont des amis de cinquante ans. Richard est riche et, on l'apprend à la fin du film, il a été quitté six mois plus tôt par sa femme. Il est depuis heureux avec Daphné (Mélanie Doutey), sa cadette de vingt-cinq ans, qui, on l'apprend par la suite est ophtalmologue. À l'occasion des vacances, il loue dans le Vieux-Port de Marseille un superbe voilier en bois de trente huit mètres de long et invite ses deux amis et leurs compagnes, Astrid (Zabou Breitman) qui est avec Philippe et gagne confortablement sa vie dans la communication et Carole (Isabelle Gélinas) la femme de Gilles avec laquelle il a deux enfants. Embarquent aussi sur le bateau, le skipper Batistou (Jean-Philippe Ricci), Corse à l'accent prononcé et amateur de guitare, et sa sœur qui fait office de stewart.
Très vite après le départ, les caractères de chacun se révèlent ainsi que les non-dits, les jalousies, les frustrations et autres blessures, réelles ou supposées, des uns et des autres, tant au plan conjugal qu'entre les trois amis. La situation devient critique quand, au milieu d'une tempête force 10, le skipper est blessé à la tête par la bôme  et, inconscient, devient incapable de mener le bateau. Cela entraîne une exacerbation des tensions, et, alors que Richard, ancien élève de l'école de voile des Glénans, a réussi à ancrer l'embarcation sous le vent d'un îlot rocheux, une bagarre générale éclate dans le carré où ils se sont tous réfugiés, bagarre au cours de laquelle il prend une hache et saccage les installations intérieures. Néanmoins après cet acmé, les participants à la croisière prennent conscience de leur responsabilité vis-à-vis du skipper qui nécessite une prise en charge médicale urgente et reprennent vaillamment la route. Le retour dans une zone couverte par les réseaux téléphoniques permet d'alerter les secours en mer et Batistou peut être hélitreuillé et évacué par hélicoptère en compagnie de sa sœur. L'épreuve a permis de verbaliser les acrimonies des uns et des autres et de révéler des aptitudes mentales insoupçonnées chez certains participants. Dénouant les principales difficultés inter-personnelles, les uns et les autres prennent conscience de ce qui les unit et l'épreuve permet de renouer les liens tant entre les trois amis qu'avec leurs compagnes. 
Tout paraît donc aller à nouveau pour le mieux dans le calme revenu sur un navire néanmoins complètement dévasté par la tempête et démâté quand, en retirant la hache malencontreusement plantée dans la coque par Richard, une voie d'eau se produit qui fait sombrer le navire. Les six protagonistes se retrouvent sur un radeau pneumatique dont Philippe crève le boudin en maniant maladroitement la flèche d'un fusil harpon.

## Fiche technique
- Titre original : Entre amis
- Réalisation : Olivier Baroux
- Scénario : Éric Besnard et Richard Grandpierre
- Dialogues : Éric Besnard, Richard Grandpierre et Olivier Baroux
- Décors : Bertrand Seitz
- Costumes : Camille Rabineau
- Directeur de la photographie : Régis Blondeau
- Montage : Christophe Pinel
- Musique : Composée par Martin Rappeneau, jouée par le Music Booking Orchestra
- Supervision musicale : Varda Kakon
- Producteur : Richard Grandpierre
- Sociétés de production : Eskwad, Pathé Films, TF1 Films Production
- Budget : 12,56 M€[1]
- Distribution : Pathé Distribution
- Pays : France
- Genre : comédie
- Durée : 90 minutes
- Date de sortie : France 22 avril 2015
- Box-office France : 703 053 entrées[1]

## Distribution
- Daniel Auteuil : Richard
- Gérard Jugnot : Gilles
- François Berléand : Philippe
- Zabou Breitman : Astrid
- Isabelle Gélinas : Carole
- Mélanie Doutey : Daphné
- Jean-Philippe Ricci : Batistou
- Justine Bruneau de La Salle : Cathalina

## Tournage
Certaines scènes ont été tournées dans les studios de la Cité du cinéma de Luc Besson à Saint-Denis.

## Bande originale

### Musiques additionnelles
Sauf indication contraire, les informations mentionnées dans cette section peuvent être confirmées par le générique de fin de l'œuvre audiovisuelle présentée ici, ainsi que par la base de données cinématographiques IMDb,  présente dans la section « Liens externes ».
- Dès que le vent soufflera - Renaud
- Never Can Say Goodbye - The Communards
- Drunken Sailor - The Irish Rovers (en)